# Nieneke Lamme

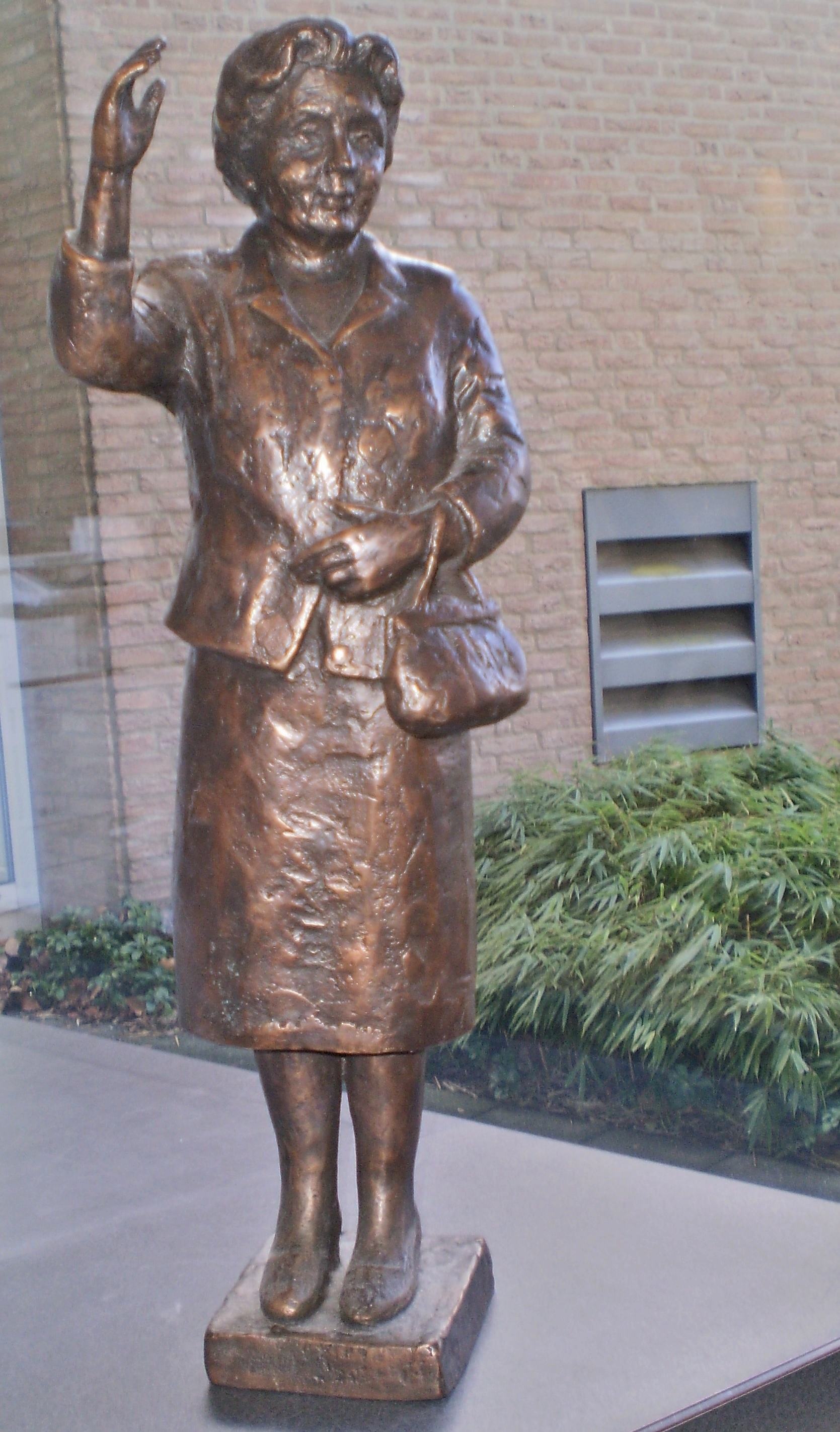
Koningin Juliana

Nieneke Lamme (Hilversum, 1946) is een Nederlandse beeldhouwer.
Na haar lessen bij Frans Nijs ging Nieneke Lamme naar de Open Academie in Maartensdijk. Ze deed ervaring op in pottenbakkerijen als ontwerpster en werkte in het gipsatelier van de decorafdeling van de NOS. Sinds 1969 woont ze in Baarn.
Vanaf 1980 gaf ze cursussen en workshops in haar eigen atelier. In 2000 presenteerde ze de serie televisie-uitzendingen Thuis Boetseren over het leren boetseren van o.a. portretten, modellen, dieren en tuinbeelden.
Ze schreef diverse boeken over boetseren, uitgegeven door Cantecleer.
Haar werk bestaat uit herkenbare figuren, meestal vrouwenfiguren en portretten maar ook wel dieren. Haar beelden werkt ze af met glazuur of patina. Ze maakt ook beelden in brons.
Ze portretteerde o.a. Peter R. de Vries.
Met de opbrengst van de publieksactie onder de bevolking van vooral Soest en Baarn met als titel "De herinnering aan Koningin Juliana vasthouden" maakte Nieneke Lamme in 2006 twee 55 cm hoge bronzen beelden van een zwaaiende koningin Juliana voor de gemeenten Baarn en Soest. Haar werk werd aangekocht door de gemeenten Hilversum, Baarn en Barneveld.